# Taxidiinae
Taxidiinae – podrodzina ssaków z rodziny łasicowatych (Mustelidae). 

## Rozmieszczenie geograficzne
Podrodzina obejmuje jeden żyjący współcześnie gatunek występujący w Ameryce Północnej.

## Podział systematyczny
Do podrodziny należy jeden występujący współcześnie rodzaj: 
- Taxidea G.R. Waterhouse, 1839 – borsucznik – jedynym żyjącym współcześnie przedstawicielem jest Taxidea taxus (von Schreber, 1777) – borsucznik amerykański

Opisano również rodzaje wymarłe:
- Chamitataxus P.R. Owen, 2006[10] – jedynym przedstawicielem był Chamitataxus avitus P.R. Owen, 2006
- Pliotaxidea E.R. Hall, 1944[11]